# Eliseo Barberá
Eliseo "Coco" Barberá (San Ramón de la Nueva Orán, 1931 - San Ramón de la Nueva Orán, 17 de julio de 2020) fue un político argentino perteneciente al Partido Justicialista que se desempeñó en cinco oportunidades como Intendente de San Ramón de la Nueva Orán.

## Biografía
Eliseo "Coco" Barberá nació en San Ramón de la Nueva Orán en 1931. Fue un reconocido político salteño, que desempeñó distintos cargos partidarios y públicos.
Coco entre los años 1962 y 1965 fue concejal de su ciudad natal y luego asumió como jefe comunal por primera vez en 1973 hasta 1975. Es decir que participó en política pública durante los gobiernos de Arturo Illia, Héctor Cámpora y Juan Domingo Perón, en los periodos entre dictaduras militares. Su afiliación partidaria era el peronismo y llegó a presidir ese espacio en la Provincia de Salta.
En 1986 con el retorno de la democracia es elegido nuevamente como jefe comunal del Municipio de San Ramón de la Nueva Orán. Lo particular de esa elección es que fue el primer intendente elegido por voto popular ya que hasta ese entonces los intendentes eran designados por el gobernador de la provincia.
En 1991 asume como diputado Nacional en representación de la Provincia de Salta en la Cámara de Diputados de la Nación Argentina. Cargo que mantuvo hasta el año 1995 cuando vuelve a ser Intendente del municipio capital del Departamento Orán.
Desde su retorno al frente del municipio en 1995 es reelegido en dos oportunidades, en 1999 y 2003. En el año 2007 deja de ser intendente luego de doce años consecutivos y dieciocho años en total al frente del ejecutivo municipal. Su sucesor sería Marcelo Lara Gros, un abogado perteneciente al Partido Renovador de Salta.
En el año 2016 el Partido Justicialista y la Unión Cívica Radical de Orán le hicieron un homenaje en vida para premiar su dedicación por el pueblo de Orán. Los dirigentes en el acto destacaron la tranquilidad con la que Barberá podía circular por la ciudad debido a que no tenía causas judiciales.

## Fallecimiento
El 17 de julio de 2020, Coco fallecería luego de que su salud se deteriorase. Los vecinos de Orán lo acompañaron en una caravana hasta su entierro a pesar de que la ciudad cursaba la Pandemia de COVID-19. Muchos dirigentes políticos le hicieron una despedida conmovedora y el intendente Pablo González decretó el duelo del municipio durante tres días.